# Epipleoneura letitia
Epipleoneura letitia är en trollsländeart som beskrevs av Donnelly 1992. Epipleoneura letitia ingår i släktet Epipleoneura och familjen Protoneuridae. IUCN kategoriserar arten globalt som otillräckligt studerad. Inga underarter finns listade i Catalogue of Life.